# Jacob Horstius
Pour l’article homonyme, voir Jacob Merlo Horstius.
Jacob Horstius ou Jacob Horst (1537-1600), était un professeur de médecine à l'Université de Helmstedt, qui publia séparément deux ouvrages chez le même éditeur en 1593. Le premier travail est l'un des premiers et rares traité sur l'art dentaire où il tente de résoudre le mystère d'une dent en or qui aurait, selon la rumeur, poussé dans la bouche d'un enfant âgé de sept ans, à l'emplacement de la première grande molaire sur la gauche de la mâchoire inférieure. Horstius a attribué ce phénomène à des causes surnaturelles, et dit qu'il est le signe précurseur de l'avènement de l'âge d'or, le dernier âge de ce monde avant le jugement universel. De nombreux autres savants ont discuté de la question, certains d'entre eux estimant qu'il s'agit là d'une imposture, et en 1695, soit un siècle plus tard, une nouvelle thèse apparut sur la dent d'or. Bernard Le Bouyer de Fontenelle a tiré de cette erreur scientifique son "anecdote de la dent d'or", page célèbre de son essai Histoire des oracles (1687).